# Strpnost
Toleranca (strpnost) je v filozofiji in družboslovju sposobnost mirnega sožitja z osebami ali skupnostmi, ki živijo po verskih, etičnih in političnih pravilih, ki so različna ali celo nasprotna od naših. V tem primeru je lastno prepričanje nominalna vrednost, pravila ostalih so dejanska vrednost. To pomeni, da morajo biti lastna prepričanja postavljena pod vprašaj prav zaradi dejanskega obstoja drugačnih ali nasprotnih teorij.